# Opisthoteuthis depressa
Opisthoteuthis depressa är en bläckfiskart som beskrevs av Isao Ijima och Ikeda 1895. Opisthoteuthis depressa ingår i släktet Opisthoteuthis och familjen Opisthoteuthidae. Inga underarter finns listade i Catalogue of Life.